# Konfederacja grudziądzka
Konfederacja grudziądzka (1733–1734) – wojna sukcesyjna. Po śmierci Augusta II w obronie legalnie wybranego króla Stanisława Leszczyńskiego, na wniosek kasztelana rypińskiego Sebastiana Medzińskiego, na sejmiku generalnym zwołano konfederację, którą rozwiązano 2 września 1734 roku.